# ADAC

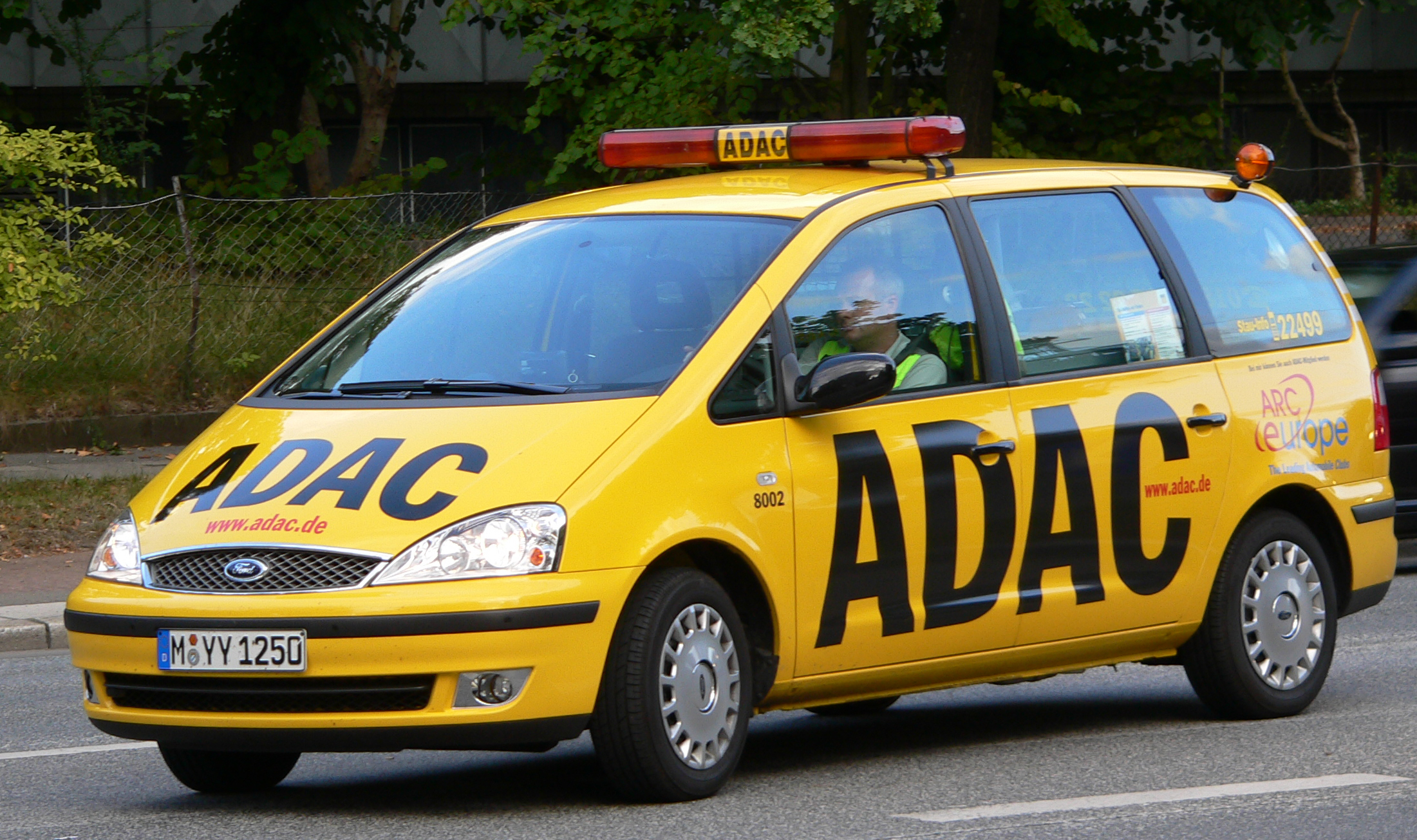

ADAC는 본부를 뮌헨에 둔 독일의 자동차 드라이버를 지원하는 조직이다. 회원수 1500만명의 유럽 최대의 자동차 연맹로, 국제 자동차 연맹 (FIA) 가입 단체이다. 주요 사업인 자동차 드라이버 외에도 출판, 여행사, 여행 상해 보험, 구급 사업 등을 실시하고 있으며, 각각 독립적인 조직이 있다. 노란 개체에 ADAC라고 작성된 자동차와 헬리콥터가 특징적이다.